# TRB Hanoi
Les bus express d'Hanoï (vietnamien : Xe buýt nhanh Hà Nội) ou Transport Rapide par Bus d'Hanoï (vietnamien : Hanoi BRT) sont un système de transport en commun par bus avec de grands abris routiers à Hanoï, au Vietnam.

## Présentation
Selon le plan approuvé par le Premier ministre du Vietnam en 2016, Hanoi disposera de 8 lignes de bus express et de 3 lignes de transit.
La première ligne de bus rapide a été mise en service le 31 décembre 2016 comme projet pilote.

## Ligne BRT01
En 2019, La ligne BRT01 est la seule ligne de bus rapide en service:
| Ligne | Trajet                     | Arrêts | Distance |
| ----- | -------------------------- | ------ | -------- |
| BRT01 | station Yên Nghĩa ↔ Kim Mã | 23     | 14,7 km  |

Le trajet entre la gare de Kim Ma dans le district de Dong Da et la station Yen Nghia dans le district de Ha Dong est un itinéraire de 14,7 km.
Le BRT01 comprend 21 abris et 2 gares routières . L'itinéraire compte 4 ponts piétonniers pour accéder aux abris et 1 station de réparation et d'entretien dans la gare routière de Yen Nghia. 
La ligne BRT01 est interconnectée à la ligne 2A du métro de Hanoï à la station Yên Nghĩa.
Les arrêts de la ligne sont les suivants:
| #  | Arrêt          | Carte |
| -- | -------------- | ----- |
| A  | Yên Nghĩa      |       |
| 1  | Ba La          |       |
| 2  | Văn La         |       |
| 3  | Văn Phúc       |       |
| 4  | La Khê         |       |
| 5  | KĐT Parkcity   |       |
| 6  | Cầu La Khê     |       |
| 7  | An Hưng        |       |
| 8  | Văn Khê        |       |
| 9  | Dương Nội      |       |
| 10 | Vạn Phúc 1     |       |
| 11 | Vạn Phúc 2     |       |
| 12 | Mỗ Lao         |       |
| 13 | Trung Văn      |       |
| 14 | Lương Thế Vinh |       |
| 15 | Khuất Duy Tiến |       |
| 16 | Nguyễn Tuân    |       |
| 17 | Hoàng Đạo Thúy |       |
| 18 | Vũ Ngọc Phan   |       |
| 19 | Thành Công     |       |
| 20 | Giảng Võ       |       |
| 21 | Núi Trúc       |       |
| B  | Kim Mã         |       |

Le BRT01 utilise des bus de 12m et pouvant transporter 90 personnes, avec 4 portes et une vitesse de déplacement de 22 km/h. 
Tous les véhicules disposent d'un système GPS, connecté au centre d'opérations pour résoudre les problèmes éventuels. 
Aux intersections, il existe également un système intégré avec des feux de signalisation pour prioriser les bus rapides qui traversent les intersections.
Le projet pilote rencontre des problèmes de séparation du trafic et d'utilisation intensive pendant les heures de pointe.

## Lignes prévues
Les lignes prévues sont:
| Bus     | Trajet                          |
| ------- | ------------------------------- |
| BRT01   | Yên Nghĩa - Kim Ma              |
| Ligne 2 | Cao Lang - Hoa Lac - Kim Ma     |
| Ligne 3 | Son Dong - Ba Vi                |
| Ligne 4 | Phu Dong - Bat Trang - Hung Yen |
| Ligne 5 | Gia Lam - Me Linh               |
| Ligne 6 | Me Linh - Yên Nghĩa - Lac Dao   |
| Ligne 7 | Ba La - Ung Hoa                 |
| Ligne 8 | Ung Hoa - Phu Xuyen             |

## Lignes de bus temporaires
Trois lignes de bus rapides fonctionneront en attendant la mise en place de chemins de fer urbains. 
Ainsi la ligne 9 deviendra la ligne de métro n°4: Me Linh - Sai Dong - Lien Ha, la ligne 10 deviendra le ligne de métro n°8: Son Dong - Mai Dich - Duong Xa, la ligne 11 deviendra un monorail.
| Bus      | Trajet                         | Métro |
| -------- | ------------------------------ | ----- |
| Ligne 9  | Me Linh - Sai Dong - Lien Ha   | 4     |
| Ligne 10 | Son Dong - Mai Dich - Duong Xa | 8     |
| Ligne 11 | Son Tay - Hoa Lac - Xuan Mai   |       |

## Galerie

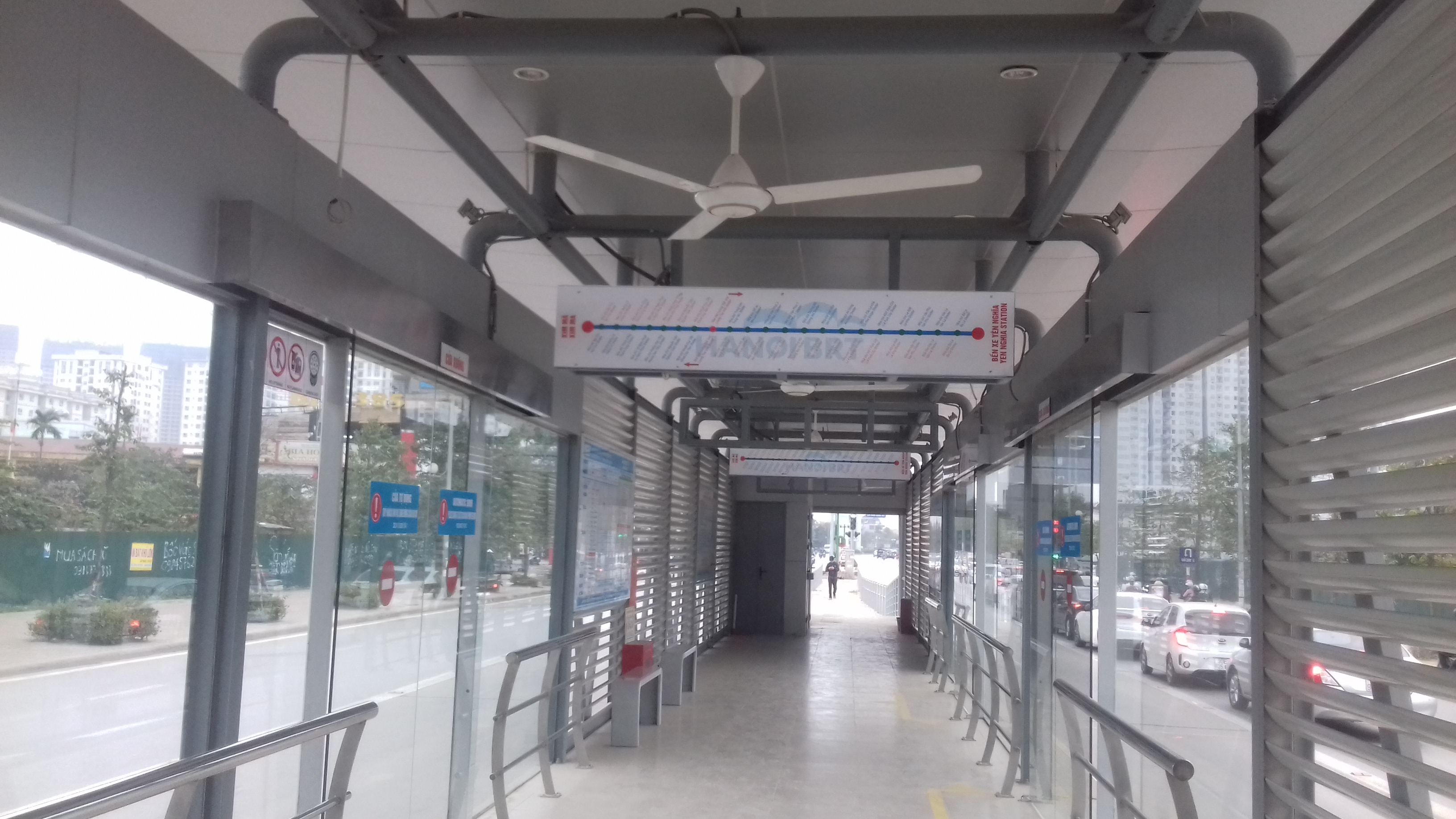
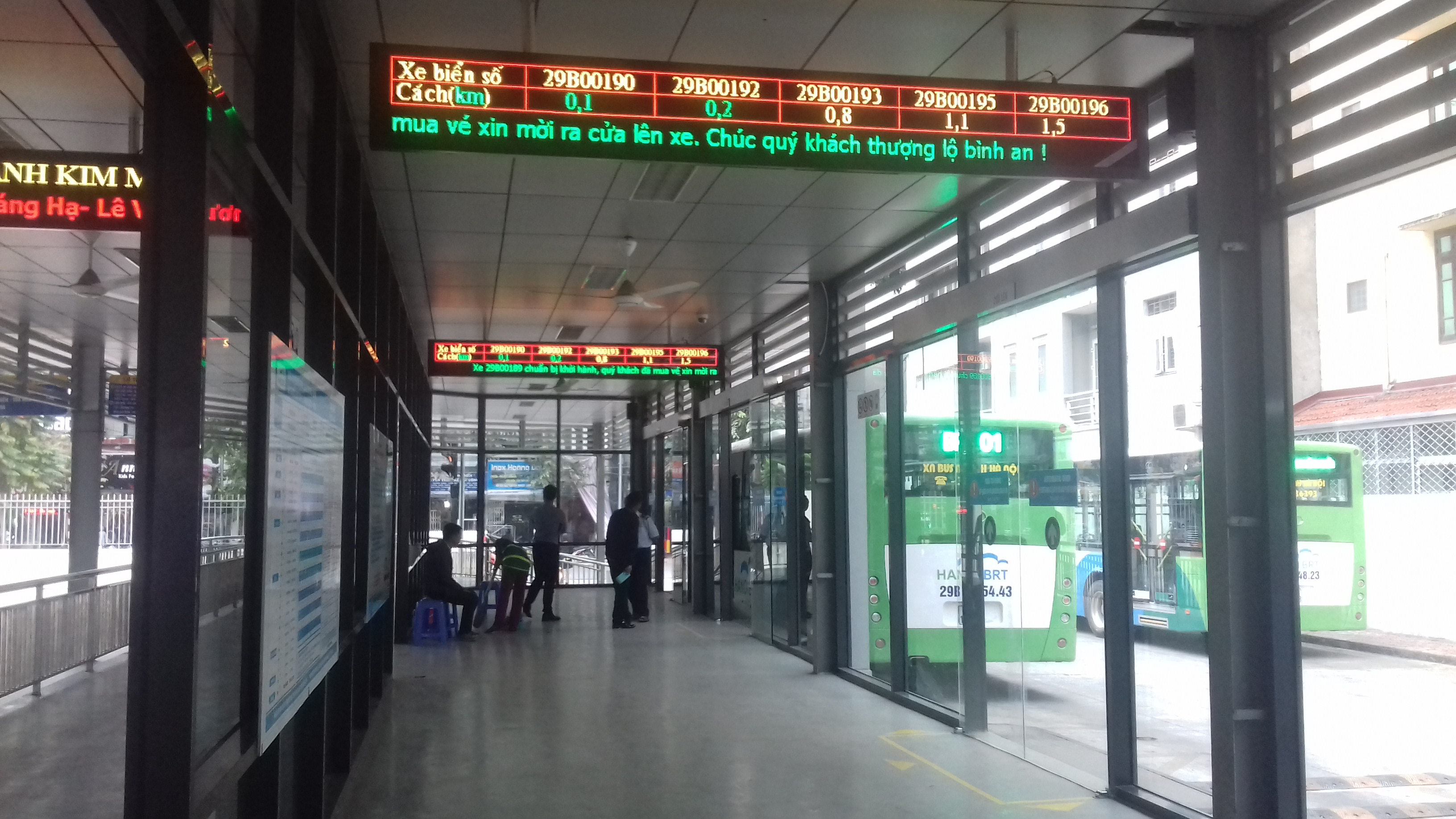
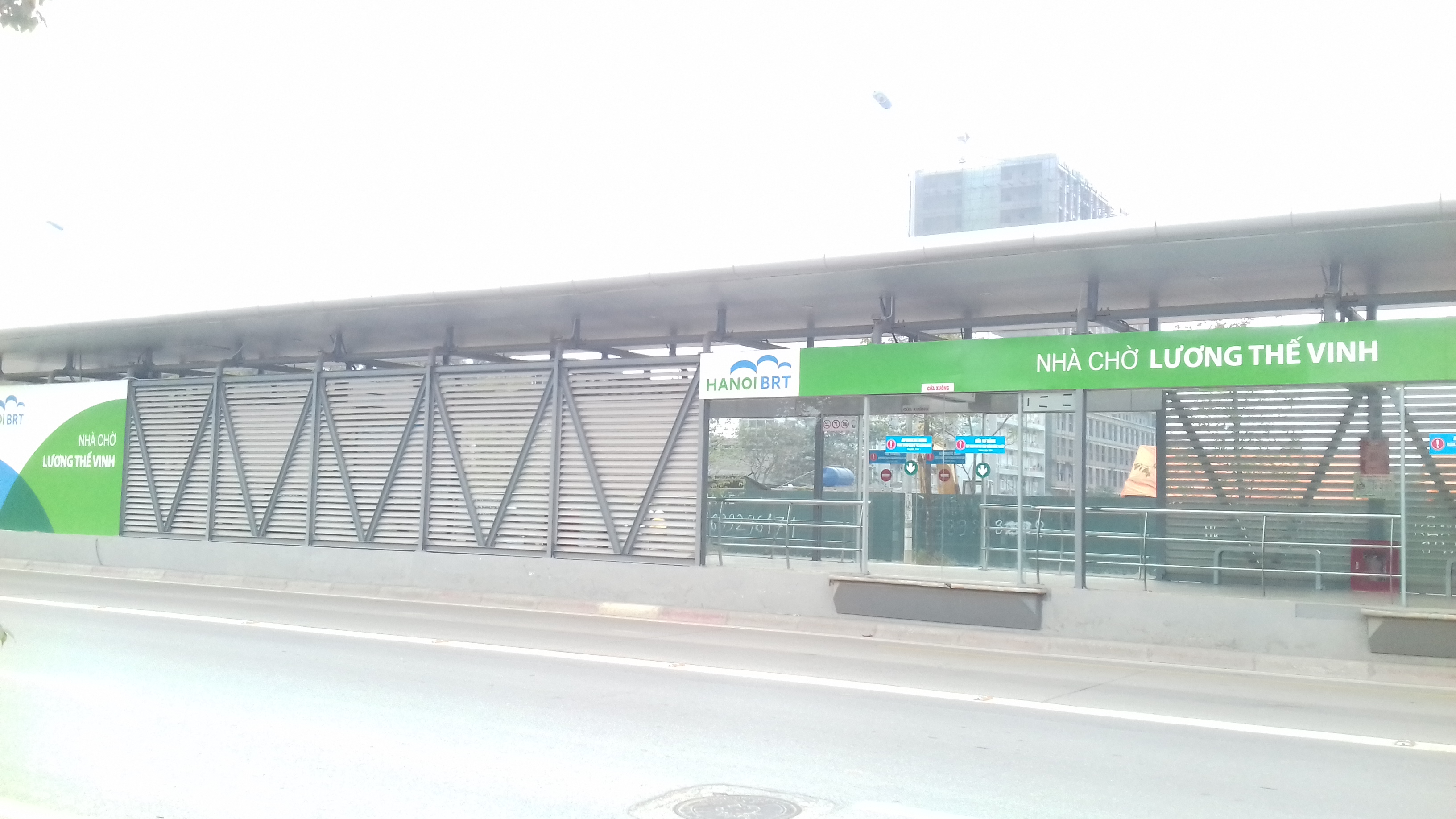
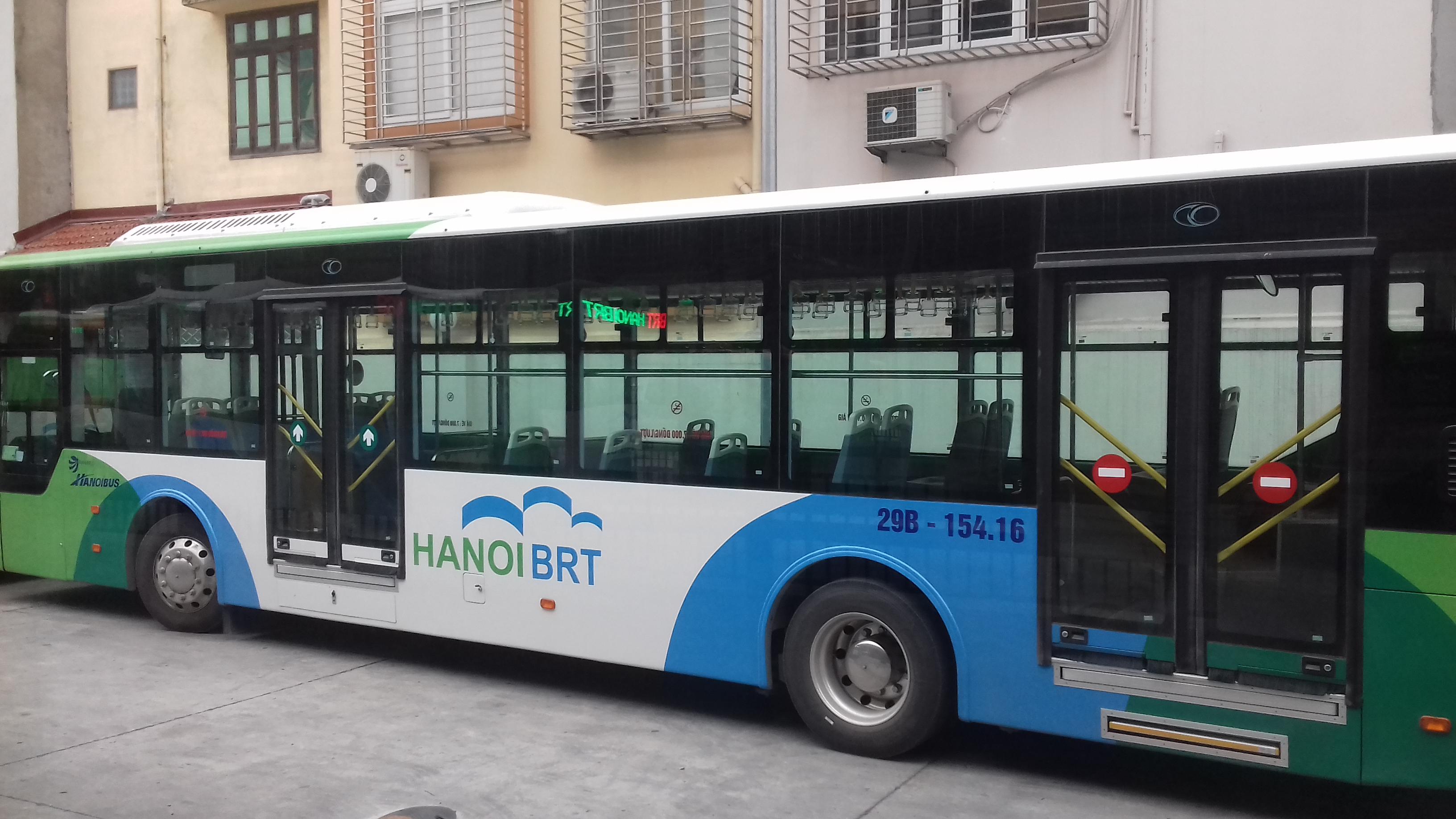
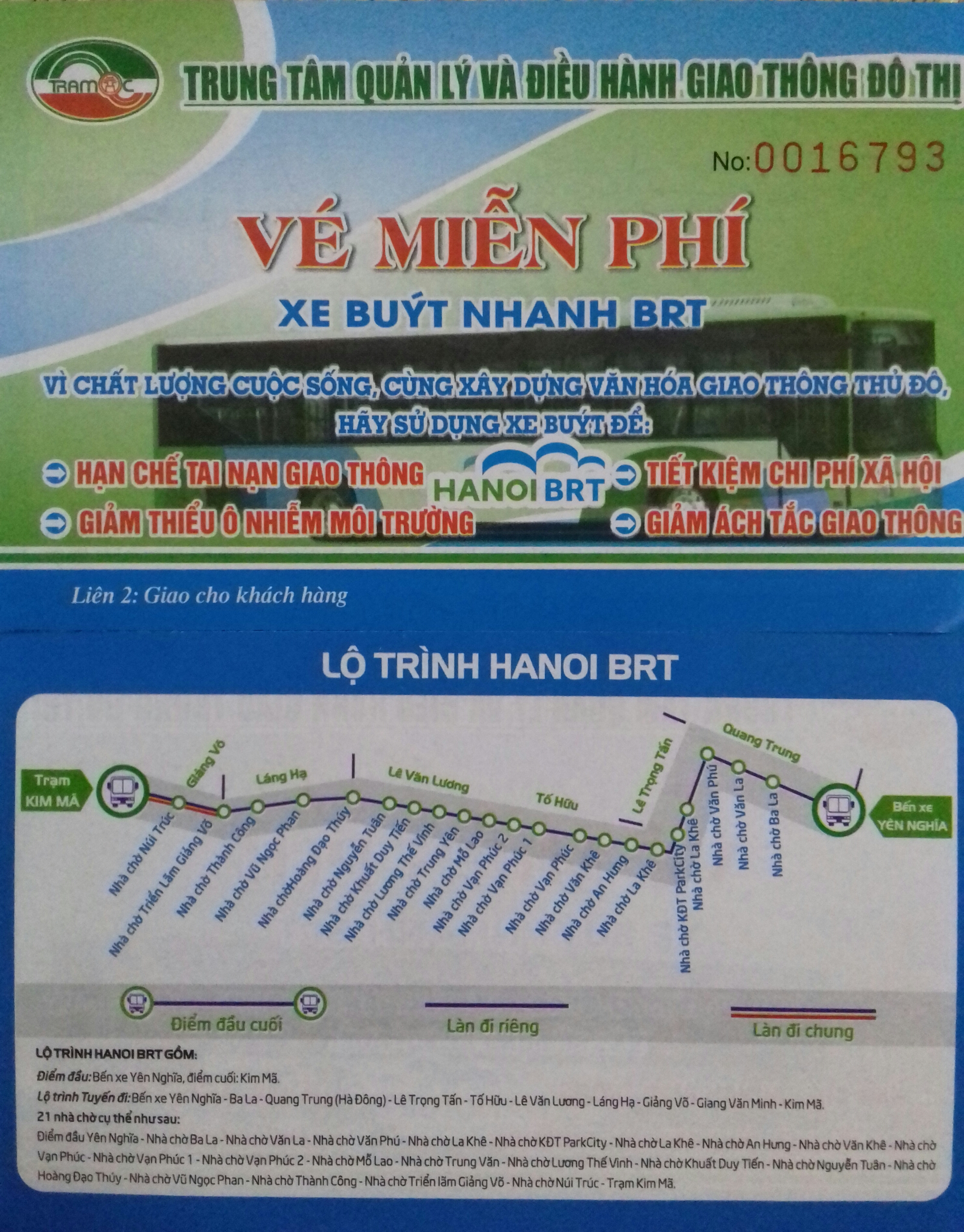
Carte de bus recto/verso.